# Grosa (ferramenta)
Grosa é uma ferramenta manual ou mecânica consistente de uma dura haste de aço com ranhuras, usada para desbastar outras peças, sejam elas de metais mais moles, como o alumínio ou o latão, ou de outros materiais como a madeira. A grosa apesar de menor precisão, em comparação com a lima, têm uma capacidade de desbaste superior.